# Liste der Nummer-eins-Hits in der Schweiz (2003)
Dies ist eine Liste der Nummer-eins-Hits in der Schweiz im Jahr 2003. Sie basiert auf den Top 100 Singles und Top 100 Alben der offiziellen Schweizer Hitparade. Es gab in diesem Jahr 16 Nummer-eins-Singles und 21 Nummer-eins-Alben.

## Singles
| ← 2002 ← | Liste der Nummer-eins-Hits in der Schweiz | Liste der Nummer-eins-Hits in der Schweiz   | Liste der Nummer-eins-Hits in der Schweiz | 2004 →                    |
| \| Zeitraum \| Wo. ges. \| Interpret \| Titel Autor(en) \| Zusätzliche Informationen \| \| (Zeitraum, Wochen auf Platz eins, Interpret, Titel, Autor[en], zusätzliche Informationen) \| \| \| \| \| \| ----------------------------------------------------------------------------------------- \| -------- \| ------------------------------------------- \| ----------------------------------------------------------------------------------------------------------------------------------------------------------------------- \| ------------------------- \| \| 15. Dezember 2002 – 8. Februar 2003 8 Wochen \| 8 \| t.A.T.u. \| All the Things She Said Sergey Galoyan, Ivan Nikolaevich Shapovalov, Trevor Charles Horn, Martin Kierszenbaum, Elena Vladimirovna Kiper, Valerij Valentinovich Polienko \| – \| \| 9. Februar 2003 – 15. Februar 2003 1 Woche \| 1 \| Deutschland sucht den Superstar \| We Have a Dream Dieter Bohlen \| – \| \| 16. Februar 2003 – 22. Februar 2003 1 Woche \| 1 \| Jay-Z feat. Beyoncé Knowles \| ’03 Bonnie & Clyde Prince, Ricardo Darcel Rouse, Tyrone J. Wrice, Marvin Darrell Harper, Tupac Amaru Shakur \| – \| \| 23. Februar 2003 – 8. März 2003 2 Wochen (insgesamt 3) \| 3 \| Alphonse Brown \| Le Frunkp Musik: Ludovic Robert Bource; Text: Raphaël Mussard, Michaël Youn \| – \| \| 9. März 2003 – 15. März 2003 1 Woche (insgesamt 2) \| 2 \| Eminem \| Lose Yourself Marshall B. Mathers, Luis Edgardo Resto, Jeff Bass \| – \| \| 16. März 2003 – 22. März 2003 1 Woche (insgesamt 3) \| 3 \| Alphonse Brown \| Le Frunkp Musik: Ludovic Robert Bource; Text: Raphaël Mussard, Michaël Youn \| – \| \| 23. März 2003 – 29. März 2003 1 Woche (insgesamt 2) \| 2 \| Eminem \| Lose Yourself Marshall B. Mathers, Luis Edgardo Resto, Jeff Bass \| – \| \| 30. März 2003 – 26. April 2003 4 Wochen \| 4 \| Alexander \| Take Me Tonight Dieter Bohlen \| – \| \| 27. April 2003 – 3. Mai 2003 1 Woche \| 1 \| Madonna \| American Life Mirwais Ahmadzai, Madonna Louise Ciccone \| – \| \| 4. Mai 2003 – 24. Mai 2003 3 Wochen \| 3 \| 50 Cent \| In da Club Michael A. Elizondo Jr., André Romell Young, Curtis James Jackson \| – \| \| 25. Mai 2003 – 31. Mai 2003 1 Woche \| 1 \| Eros Ramazzotti \| Un’ emozione per sempre Musik: Claudio Guidetti, Eros Ramazzotti, Maurizio Fabrizio; Text: Eros Ramazzotti, Adelio Cogliati \| – \| \| 1. Juni 2003 – 21. Juni 2003 3 Wochen \| 3 \| Yvonne Catterfeld \| Für dich (GZSZ-Lovesong) Dieter Bohlen; zusätzlicher Text: Klaus Hirschburger, Lucas Hilbert \| – \| \| 22. Juni 2003 – 9. August 2003 7 Wochen (insgesamt 10) \| 10 \| DJ BoBo \| Chihuahua Louis Oliveira, Ray Gilbert, Axel Breitung, René Baumann \| – \| \| 10. August 2003 – 16. August 2003 1 Woche \| 1 \| Outlandish \| Aïcha Musik: Jean-Jacques Goldman; Text: Jean-Jacques Goldman, Khaled Hadj Brahim \| – \| \| 17. August 2003 – 6. September 2003 3 Wochen (insgesamt 10) \| 10 \| DJ BoBo \| Chihuahua Louís Oliveira, Ray Gilbert, Axel Breitung, Rene Baumann \| – \| \| 7. September 2003 – 20. September 2003 2 Wochen \| 2 \| Lumidee feat. Busta Rhymes & Fabolous \| Never Leave You (Uh Oooh, Uh Oooh) Steven Michael Marsden, Edwin Z. Perez, Lumidee Cedeño, Teddy Rafael Mendez \| – \| \| 21. September 2003 – 22. November 2003 9 Wochen \| 9 \| The Black Eyed Peas feat. Justin Timberlake \| Where Is the Love? Will Adams, Allan Apll Pineda, Priese Prince Lamont Board, Mike Fratantuno, Justin R. Timberlake, Jaime Luis Gomez, George Pajon \| – \| \| 23. November 2003 – 20. Dezember 2003 4 Wochen \| 4 \| Overground \| Schick mir ’nen Engel Mike Michaels, Mark Dollar, Mark Tabak, Sammy Naja, Tariq Jay Khan, O. K. An, Aldjoumma Sissoko \| – \| \| 21. Dezember 2003 – 6. März 2004 11 Wochen \| 11 \| The Black Eyed Peas \| Shut Up Jaime Luis Gomez, William Adams, George Pajon \| – \| |                                           |                                             | |                           |
| ← 2002 |                                           |                                             | | → 2004 →                  |
| Zeitraum | Wo. ges.                                  | Interpret                                   | Titel Autor(en) | Zusätzliche Informationen |
| (Zeitraum, Wochen auf Platz eins, Interpret, Titel, Autor[en], zusätzliche Informationen) |                                           |                                             | |                           |
| 15. Dezember 2002 – 8. Februar 2003 8 Wochen | 8                                         | t.A.T.u.                                    | All the Things She Said Sergey Galoyan, Ivan Nikolaevich Shapovalov, Trevor Charles Horn, Martin Kierszenbaum, Elena Vladimirovna Kiper, Valerij Valentinovich Polienko | –                         |
| 9. Februar 2003 – 15. Februar 2003 1 Woche | 1                                         | Deutschland sucht den Superstar             | We Have a Dream Dieter Bohlen | –                         |
| 16. Februar 2003 – 22. Februar 2003 1 Woche | 1                                         | Jay-Z feat. Beyoncé Knowles                 | ’03 Bonnie & Clyde Prince, Ricardo Darcel Rouse, Tyrone J. Wrice, Marvin Darrell Harper, Tupac Amaru Shakur                                                             | –                         |
| 23. Februar 2003 – 8. März 2003 2 Wochen (insgesamt 3) | 3                                         | Alphonse Brown                              | Le Frunkp Musik: Ludovic Robert Bource; Text: Raphaël Mussard, Michaël Youn                                                                                             | –                         |
| 9. März 2003 – 15. März 2003 1 Woche (insgesamt 2) | 2                                         | Eminem                                      | Lose Yourself Marshall B. Mathers, Luis Edgardo Resto, Jeff Bass | –                         |
| 16. März 2003 – 22. März 2003 1 Woche (insgesamt 3) | 3                                         | Alphonse Brown                              | Le Frunkp Musik: Ludovic Robert Bource; Text: Raphaël Mussard, Michaël Youn                                                                                             | –                         |
| 23. März 2003 – 29. März 2003 1 Woche (insgesamt 2) | 2                                         | Eminem                                      | Lose Yourself Marshall B. Mathers, Luis Edgardo Resto, Jeff Bass | –                         |
| 30. März 2003 – 26. April 2003 4 Wochen | 4                                         | Alexander                                   | Take Me Tonight Dieter Bohlen | –                         |
| 27. April 2003 – 3. Mai 2003 1 Woche | 1                                         | Madonna                                     | American Life Mirwais Ahmadzai, Madonna Louise Ciccone | –                         |
| 4. Mai 2003 – 24. Mai 2003 3 Wochen | 3                                         | 50 Cent                                     | In da Club Michael A. Elizondo Jr., André Romell Young, Curtis James Jackson                                                                                            | –                         |
| 25. Mai 2003 – 31. Mai 2003 1 Woche | 1                                         | Eros Ramazzotti                             | Un’ emozione per sempre Musik: Claudio Guidetti, Eros Ramazzotti, Maurizio Fabrizio; Text: Eros Ramazzotti, Adelio Cogliati                                             | –                         |
| 1. Juni 2003 – 21. Juni 2003 3 Wochen | 3                                         | Yvonne Catterfeld                           | Für dich (GZSZ-Lovesong) Dieter Bohlen; zusätzlicher Text: Klaus Hirschburger, Lucas Hilbert                                                                            | –                         |
| 22. Juni 2003 – 9. August 2003 7 Wochen (insgesamt 10) | 10                                        | DJ BoBo                                     | Chihuahua Louis Oliveira, Ray Gilbert, Axel Breitung, René Baumann | –                         |
| 10. August 2003 – 16. August 2003 1 Woche | 1                                         | Outlandish                                  | Aïcha Musik: Jean-Jacques Goldman; Text: Jean-Jacques Goldman, Khaled Hadj Brahim                                                                                       | –                         |
| 17. August 2003 – 6. September 2003 3 Wochen (insgesamt 10) | 10                                        | DJ BoBo                                     | Chihuahua Louís Oliveira, Ray Gilbert, Axel Breitung, Rene Baumann | –                         |
| 7. September 2003 – 20. September 2003 2 Wochen | 2                                         | Lumidee feat. Busta Rhymes & Fabolous       | Never Leave You (Uh Oooh, Uh Oooh) Steven Michael Marsden, Edwin Z. Perez, Lumidee Cedeño, Teddy Rafael Mendez                                                          | –                         |
| 21. September 2003 – 22. November 2003 9 Wochen | 9                                         | The Black Eyed Peas feat. Justin Timberlake | Where Is the Love? Will Adams, Allan Apll Pineda, Priese Prince Lamont Board, Mike Fratantuno, Justin R. Timberlake, Jaime Luis Gomez, George Pajon                     | –                         |
| 23. November 2003 – 20. Dezember 2003 4 Wochen | 4                                         | Overground                                  | Schick mir ’nen Engel Mike Michaels, Mark Dollar, Mark Tabak, Sammy Naja, Tariq Jay Khan, O. K. An, Aldjoumma Sissoko                                                   | –                         |
| 21. Dezember 2003 – 6. März 2004 11 Wochen | 11                                        | The Black Eyed Peas                         | Shut Up Jaime Luis Gomez, William Adams, George Pajon | –                         |

## Alben
| ← 2002 ← | Liste der Nummer-eins-Hits in der Schweiz | Liste der Nummer-eins-Hits in der Schweiz | Liste der Nummer-eins-Hits in der Schweiz | 2004 →                    |
| \| Zeitraum \| Wo. ges. \| Interpret \| Titel \| Zusätzliche Informationen \| \| (Zeitraum, Wochen auf Platz eins, Interpret, Titel, zusätzliche Informationen) \| \| \| \| \| \| ------------------------------------------------------------------------------ \| -------- \| --------------- \| -------------------------------------- \| ------------------------- \| \| 1. Dezember 2002 – 1. Februar 2003 9 Wochen \| 9 \| Robbie Williams \| Escapology \| – \| \| 2. Februar 2003 – 8. Februar 2003 1 Woche \| 1 \| Krokus \| Rock the Block \| – \| \| 9. Februar 2003 – 22. Februar 2003 2 Wochen \| 2 \| Patent Ochsner \| Trybguet \| – \| \| 23. Februar 2003 – 8. März 2003 2 Wochen \| 2 \| Massive Attack \| 100th Window \| – \| \| 9. März 2003 – 5. April 2003 4 Wochen \| 4 \| Gotthard \| Human Zoo \| – \| \| 6. April 2003 – 12. April 2003 1 Woche (insgesamt 2) \| 2 \| Linkin Park \| Meteora \| – \| \| 13. April 2003 – 19. April 2003 1 Woche \| 1 \| Céline Dion \| One Heart \| – \| \| 20. April 2003 – 26. April 2003 1 Woche (insgesamt 2) \| 2 \| Linkin Park \| Meteora \| – \| \| 27. April 2003 – 3. Mai 2003 1 Woche \| 1 \| DJ Tatana \| Wildlife \| – \| \| 4. Mai 2003 – 24. Mai 2003 3 Wochen \| 3 \| Madonna \| American Life \| – \| \| 25. Mai 2003 – 31. Mai 2003 1 Woche \| 1 \| Marilyn Manson \| The Golden Age of Grotesque \| – \| \| 1. Juni 2003 – 7. Juni 2003 1 Woche \| 1 \| (Soundtrack) \| Matrix Reloaded \| – \| \| 8. Juni 2003 – 2. August 2003 8 Wochen (insgesamt 10) \| 10 \| Eros Ramazzotti \| 9 \| – \| \| 3. August 2003 – 9. August 2003 1 Woche \| 1 \| DJ BoBo \| Chihuahua \| – \| \| 10. August 2003 – 23. August 2003 2 Wochen (insgesamt 10) \| 10 \| Eros Ramazzotti \| 9 \| – \| \| 24. August 2003 – 20. September 2003 4 Wochen \| 4 \| The Rasmus \| Dead Letters \| – \| \| 21. September 2003 – 4. Oktober 2003 2 Wochen \| 2 \| Florian Ast \| Vollträffer – The Best Of \| – \| \| 5. Oktober 2003 – 11. Oktober 2003 1 Woche \| 1 \| Sting \| Sacred Love \| – \| \| 12. Oktober 2003 – 8. November 2003 4 Wochen \| 4 \| Dido \| Life for Rent \| – \| \| 9. November 2003 – 22. November 2003 2 Wochen \| 2 \| R.E.M. \| In Time – The Best of R.E.M. 1988–2003 \| – \| \| 12. November 2003 – 6. Dezember 2003 3 Wochen \| 3 \| Pink \| Try This \| – \| \| 7. Dezember 2003 – 20. Dezember 2003 2 Wochen \| 2 \| Overground \| It’s Done \| – \| \| 21. Dezember 2003 – 3. Januar 2004 2 Wochen \| 2 \| Alicia Keys \| The Diary of Alicia Keys \| – \| |                                           |                                           |                                           |                           |
| ← 2002 |                                           |                                           |                                           | → 2004 →                  |
| Zeitraum | Wo. ges.                                  | Interpret                                 | Titel                                     | Zusätzliche Informationen |
| (Zeitraum, Wochen auf Platz eins, Interpret, Titel, zusätzliche Informationen) |                                           |                                           |                                           |                           |
| 1. Dezember 2002 – 1. Februar 2003 9 Wochen | 9                                         | Robbie Williams                           | Escapology                                | –                         |
| 2. Februar 2003 – 8. Februar 2003 1 Woche | 1                                         | Krokus                                    | Rock the Block                            | –                         |
| 9. Februar 2003 – 22. Februar 2003 2 Wochen | 2                                         | Patent Ochsner                            | Trybguet                                  | –                         |
| 23. Februar 2003 – 8. März 2003 2 Wochen | 2                                         | Massive Attack                            | 100th Window                              | –                         |
| 9. März 2003 – 5. April 2003 4 Wochen | 4                                         | Gotthard                                  | Human Zoo                                 | –                         |
| 6. April 2003 – 12. April 2003 1 Woche (insgesamt 2) | 2                                         | Linkin Park                               | Meteora                                   | –                         |
| 13. April 2003 – 19. April 2003 1 Woche | 1                                         | Céline Dion                               | One Heart                                 | –                         |
| 20. April 2003 – 26. April 2003 1 Woche (insgesamt 2) | 2                                         | Linkin Park                               | Meteora                                   | –                         |
| 27. April 2003 – 3. Mai 2003 1 Woche | 1                                         | DJ Tatana                                 | Wildlife                                  | –                         |
| 4. Mai 2003 – 24. Mai 2003 3 Wochen | 3                                         | Madonna                                   | American Life                             | –                         |
| 25. Mai 2003 – 31. Mai 2003 1 Woche | 1                                         | Marilyn Manson                            | The Golden Age of Grotesque               | –                         |
| 1. Juni 2003 – 7. Juni 2003 1 Woche | 1                                         | (Soundtrack)                              | Matrix Reloaded                           | –                         |
| 8. Juni 2003 – 2. August 2003 8 Wochen (insgesamt 10) | 10                                        | Eros Ramazzotti                           | 9                                         | –                         |
| 3. August 2003 – 9. August 2003 1 Woche | 1                                         | DJ BoBo                                   | Chihuahua                                 | –                         |
| 10. August 2003 – 23. August 2003 2 Wochen (insgesamt 10) | 10                                        | Eros Ramazzotti                           | 9                                         | –                         |
| 24. August 2003 – 20. September 2003 4 Wochen | 4                                         | The Rasmus                                | Dead Letters                              | –                         |
| 21. September 2003 – 4. Oktober 2003 2 Wochen | 2                                         | Florian Ast                               | Vollträffer – The Best Of                 | –                         |
| 5. Oktober 2003 – 11. Oktober 2003 1 Woche | 1                                         | Sting                                     | Sacred Love                               | –                         |
| 12. Oktober 2003 – 8. November 2003 4 Wochen | 4                                         | Dido                                      | Life for Rent                             | –                         |
| 9. November 2003 – 22. November 2003 2 Wochen | 2                                         | R.E.M.                                    | In Time – The Best of R.E.M. 1988–2003    | –                         |
| 12. November 2003 – 6. Dezember 2003 3 Wochen | 3                                         | Pink                                      | Try This                                  | –                         |
| 7. Dezember 2003 – 20. Dezember 2003 2 Wochen | 2                                         | Overground                                | It’s Done                                 | –                         |
| 21. Dezember 2003 – 3. Januar 2004 2 Wochen | 2                                         | Alicia Keys                               | The Diary of Alicia Keys                  | –                         |

## Jahreshitparaden
| ← 2002 ← | Liste der Nummer-eins-Hits in der Schweiz | Liste der Nummer-eins-Hits in der Schweiz | Liste der Nummer-eins-Hits in der Schweiz | 2004 →   |
| \| Singles \| Position# \| Alben \| \| ----------------------------------------------------------------------------------------------------------------------------------------------------------------------------------------------- \| --------- \| -------------------------------- \| \| Chihuahua DJ BoBo Louis Oliveira, Ray Gilbert, Axel Breitung, René Baumann \| 1 \| 9 Eros Ramazzotti \| \| Where Is the Love? The Black Eyed Peas feat. Justin Timberlake Will Adams, Allan Apll Pineda, Priese Prince Lamont Board, Mike Fratantuno, Justin R. Timberlake, Jaime Luis Gomez, George Pajon \| 2 \| Life for Rent Dido \| \| Get Busy Sean Paul Sean Paul Henriques, Steven Michael Marsden \| 3 \| Fallen Evanescence \| \| Aicha Outlandish Musik: Jean-Jacques Goldman; Text: Jean-Jacques Goldman, Khaled Hadj Brahim \| 4 \| Come Away with Me Norah Jones \| \| White Flag Dido Dido Armstrong, Richard W. Nowels Jr., Rollo Armstrong \| 5 \| Up! Shania Twain \| \| Ich kenne nichts (das so schön ist wie du) Xavier Naidoo feat. RZA Robert Diggs, Xavier Naidoo, Michael Herberger \| 6 \| Unwrapped Gloria Estefan \| \| Never Leave You (Uh Oooh, Uh Oooh) Lumidee Steven Michael Marsden, Edwin Z. Perez, Lumidee Cedeño, Teddy Rafael Mendez \| 7 \| Live Summer 2003 Robbie Williams \| \| In da Club 50 Cent Michael A. Elizondo Jr., André Romell Young, Curtis James Jackson \| 8 \| Meteora Linkin Park \| \| Für dich (GZSZ-Lovesong) Yvonne Catterfeld Dieter Bohlen; zusätzlicher Text: Klaus Hirschburger, Lucas Hilbert \| 9 \| St. Anger Metallica \| \| In the Shadows The Rasmus Musik: Lauri Johannes Ylönen, Eero Aleksi Heinonen, Pauli Antero Rantasalmi, Aki Markus Juhani Hakala; Text: Lauri Johannes Ylönen \| 10 \| Escapology Robbie Williams \| |                                           |                                           |                                           |          |
| ← 2002 |                                           |                                           |                                           | → 2004 → |
| Singles | Position#                                 | Alben                                     |                                           |          |
| Chihuahua DJ BoBo Louis Oliveira, Ray Gilbert, Axel Breitung, René Baumann | 1                                         | 9 Eros Ramazzotti                         |                                           |          |
| Where Is the Love? The Black Eyed Peas feat. Justin Timberlake Will Adams, Allan Apll Pineda, Priese Prince Lamont Board, Mike Fratantuno, Justin R. Timberlake, Jaime Luis Gomez, George Pajon | 2                                         | Life for Rent Dido                        |                                           |          |
| Get Busy Sean Paul Sean Paul Henriques, Steven Michael Marsden | 3                                         | Fallen Evanescence                        |                                           |          |
| Aicha Outlandish Musik: Jean-Jacques Goldman; Text: Jean-Jacques Goldman, Khaled Hadj Brahim | 4                                         | Come Away with Me Norah Jones             |                                           |          |
| White Flag Dido Dido Armstrong, Richard W. Nowels Jr., Rollo Armstrong | 5                                         | Up! Shania Twain                          |                                           |          |
| Ich kenne nichts (das so schön ist wie du) Xavier Naidoo feat. RZA Robert Diggs, Xavier Naidoo, Michael Herberger | 6                                         | Unwrapped Gloria Estefan                  |                                           |          |
| Never Leave You (Uh Oooh, Uh Oooh) Lumidee Steven Michael Marsden, Edwin Z. Perez, Lumidee Cedeño, Teddy Rafael Mendez | 7                                         | Live Summer 2003 Robbie Williams          |                                           |          |
| In da Club 50 Cent Michael A. Elizondo Jr., André Romell Young, Curtis James Jackson | 8                                         | Meteora Linkin Park                       |                                           |          |
| Für dich (GZSZ-Lovesong) Yvonne Catterfeld Dieter Bohlen; zusätzlicher Text: Klaus Hirschburger, Lucas Hilbert | 9                                         | St. Anger Metallica                       |                                           |          |
| In the Shadows The Rasmus Musik: Lauri Johannes Ylönen, Eero Aleksi Heinonen, Pauli Antero Rantasalmi, Aki Markus Juhani Hakala; Text: Lauri Johannes Ylönen | 10                                        | Escapology Robbie Williams                |                                           |          |